# Lourenço de Cantuária
Lourenço de Cantuária (em latim: Laurentius) foi o segundo arcebispo de Cantuária entre 604 e 619. Foi um dos membros da primeira missão gregoriana enviada da Itália para a Britânia para cristianizar os anglo-saxões e convertê-los de seu paganismo, embora a data de sua chegada seja disputada. Foi consagrado arcebispo pelo seu predecessor Agostinho de Cantuária ainda em vida, para assegurar uma transição suave do cargo. Em seu mandato como arcebispo, ele tentou sem sucesso resolver as diferenças doutrinárias da Igreja com os bispos britânicos locais, correspondendo-se com eles sobre os pontos de discórdia. Lourenço enfrentou também uma crise com a morte do rei Etelberto de Câncio, quando o seu sucessor inicialmente abandonou o cristianismo, mas terminou se reconvertendo. Após a sua morte, Lourenço foi reverenciado como santo.

## Primeiros anos
Lourenço fazia parte da missão gregoriana enviada de Roma em 595 para converter os anglo-saxões ao cristianismo. Ele desembarcou em Thanet, Câncio, com Agostinho em 597, ou, como outras fontes afirmam, chegou numa segunda onda de missionários em 601 e não estava entre os primeiros missionários. Até então ele era um monge, mas nada mais se sabe sobre a sua história anterior. O cronista medieval Beda diz que Lourenço foi enviado de volta ao papa Gregório I para relatar o sucesso da missão, inclusive a conversão de Etelberto, e para levar uma carta com questionamentos de Agostinho para o papa. Acompanhado de Pedro de Cantuária, outro missionário, ele deixou a ilha em algum momento depois de julho de 598 e retornou em junho de 601. Ele trouxe consigo as respostas de Gregório às perguntas de Agostinho, um documento geralmente conhecido como Libellus responsionum, que Beda incorporou em sua História Eclesiástica do Povo Inglês. Lourenço é provavelmente o "sacerdote Lourenço" citado numa carta de Gregório para Berta, a rainha de Câncio. Nela, Gregório elogia Berta por seu papel na conversão do marido, cujos detalhes foram relatados a Gregório por Lourenço. Sabe-se que Lourenço retornou para a Britânia com Melito e outros que faziam parte de um segundo grupo de missionários no verão de 601, mas não há registro de Pedro estar entre eles.

## Arcebispo

Mapa de alguns dos reinos da Grã-Bretanha

Lourenço sucedeu a Agostinho na sé de Cantuária por volta de 604 e governou até a sua morte em 2 de fevereiro de 619. Para assegurar sua sucessão, Agostinho consagrou Lourenço antes de morrer, algo que era proibido pelo direito canônico. Agostinho temia que se alguém não assumisse o posto imediatamente após a sua morte, os esforços missionários na Britânia poderiam ser prejudicados. Porém, Lourenço jamais recebeu o pálio de Roma e, assim, ele pode ter sido considerado não canônico pelo papado. Beda, entretanto, compara o ato de Agostinho de consagrar Lourenço com o de São Pedro consagrando Clemente como bispo de Roma ainda em vida, trecho que o teólogo J. Robert Wright considera como uma forma de Beda criticar as práticas da igreja de seu tempo.
Em 610, Lourenço recebeu cartas do papa Bonifácio IV, endereçadas a ele como "arcebispo" e sucessor de Agostinho. Elas eram uma resposta à missão de Melito, enviado no início do ano a Roma para solicitar conselhos ao papa sobre os assuntos da Igreja da Inglaterra. Enquanto estava lá, Melito compareceu a um concílio e trouxe consigo seus decretos para Lourenço.
Em 613, Lourenço consagrou a igreja do mosteiro construído por Agostinho em Cantuária e dedicado aos santos Pedro e Paulo. Ela seria depois reconsagrada como Abadia de Santo Agostinho. Lourenço também escreveu para os bispos das terras mantidas pelos escotos e pelos britânicos, urgindo-os a celebrar a Páscoa no dia em que a igreja de Roma a celebrava, em vez da data tradicional, parte da controvérsia da Páscoa. A carta também foi preservada por Beda em sua crônica. Lourenço, em 609, afirmou que Dagan, um bispo nativo, não poderia comer com Lourenço ou dividir o mesmo teto com o arcebispo por conta das diferenças entre as duas igrejas.

## Reação pagã

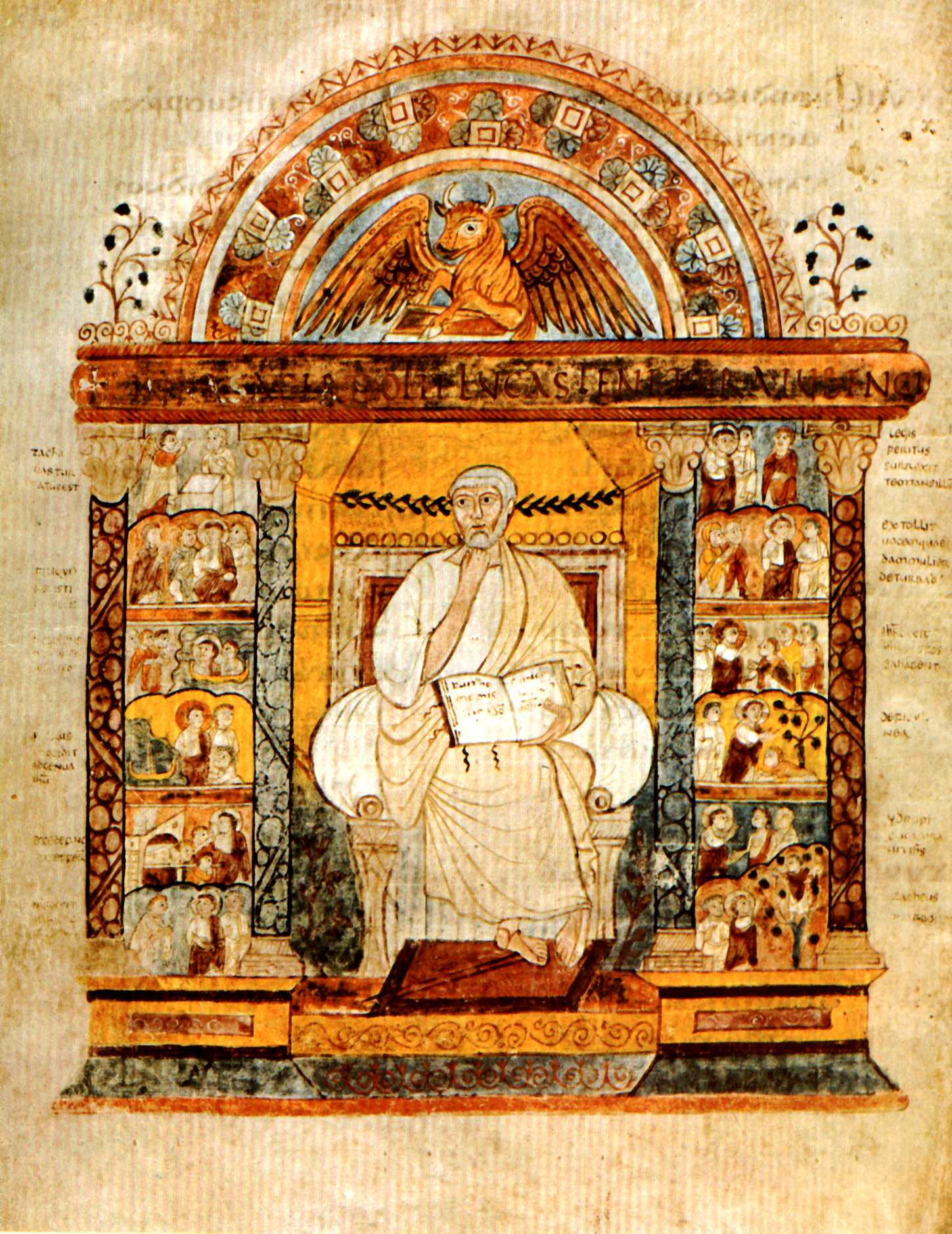
Iluminura de São Lucas, no “”, do século VI, o qual poderá ter sido usado por Lourenço

Etelberto morreu em 616 durante o arcebispado de Lourenço. Seu filho Eadbaldo abandonou o cristianismo em favor do paganismo anglo-saxônico, forçando muitos dos missionários de Gregório a fugir da reação que se seguiu. Entre eles, na Gália, estava Melito, que era bispo de Londres, e Justo, que era bispo de Rochester. Permanecendo na Britânia, Lourenço conseguiu reconverter Eadbaldo. Beda relata a história de que Lourenço estaria prestes a desistir quando recebeu uma visita de São Pedro num sonho ou numa visão. O santo repreendeu Lourenço e o açoitou, deixando marcas em seu corpo após a visão. Lourenço então as mostrou para Eadbaldo e o rei se converteu imediatamente. Beda, porém, aponta que pode ter sido a morte de alguns dos líderes do grupo pagão entre os anglo-saxões em batalha que teria realmente persuadido Lourenço a ficar. De acordo com Benedicta Ward, uma historiadora do cristianismo, Beda fez uso da história do açoite como um exemplo de como o sofrimento era uma lembrança do sofrimento de Cristo pelas mãos do homem e como um exemplo poderia levar à conversão. Wright argumenta que outro ponto que Beda estava tentando provar é o de que foi por conta da intercessão de São Pedro em pessoa que a missão continuou. David Farmer, em seu Oxford Dictionary of Saints, sugere que a história do açoite pode ter sido uma mistura da história do Quo Vadis? com alguma informação passada por Jerônimo de Estridão numa carta.
Historiadores modernos identificaram motivações políticas nesta reação pagã. O historiador D.P. Kirby vê nas ações de Eadbaldo um repúdio às políticas pró-francas do pai. Alcuíno, um escritor medieval posterior, escreveu que Lourenço foi "censurado pela autoridade apostólica", o que pode ser uma menção a uma carta do papa Adeodato I ordenando que Lourenço permanecesse em Câncio. Kirby prossegue argumentando que foi Justo e não Lourenço que converteu Eadbaldo e que o evento só ocorreu durante o mandato de Justo, por volta de 624. Nem todos os historiadores concordam com esta hipótese, porém. Nicholas Brooks afirma que o rei se converteu durante o arcebispado de Lourenço e logo no ano seguinte à sua ascensão ao trono. A historiadora Barbara Yorke argumenta que houve dois co-governantes em Câncio após a morte de Etelberto, Eadbaldo e Etevaldo (Æthelwald), e que o primeiro foi convertido por Lourenço e o segundo por Justo após sua volta para Rochester. Outro fator na reação pagã foi a objeção de Lourenço ao casamento de Eadbaldo com a viúva de seu pai, algo que os cristãos consideravam ilegal.

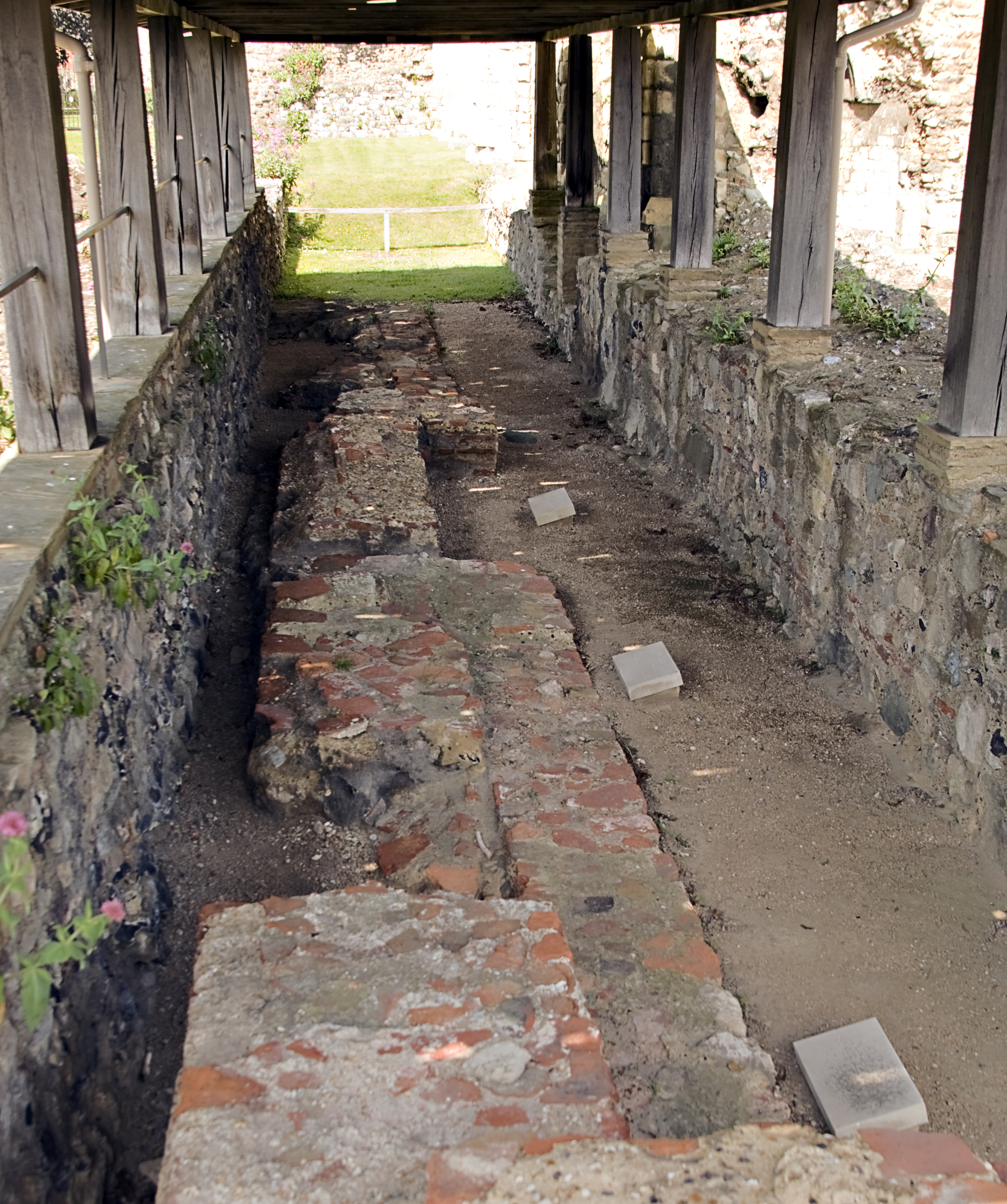
Túmulos de Melito, Justo e Lourenço, na Abadia de Santo Agostinho

Todos os esforços para estender a igreja para além de Câncio encontraram dificuldades por conta da atitude do rei Redualdo da Ânglia Oriental (Rædwald), que se tornou o mais importante rei saxão meridional após a morte de Etelberto. Redualdo se converteu antes da morte de Etelberto, talvez a pedido deste, mas seu reino não, e Redualdo parece ter se convertido apenas a ponto de colocar um altar cristão em seu templo pagão. Foi impossível para Melito voltar a Londres para reassumir a sua sé, enquanto que Justo conseguiu retomar a sua em Rochester.

## Morte e legado
Lourenço morreu em 2 de fevereiro de 619 e foi sepultado na Abadia de São Pedro e São Paulo em Cantuária. Suas relíquias foram transladadas para a nova igreja de Santo Agostinho em 1091. Seu santuário estava numa capela lateral na igreja da abadia, ao lado do santuário de Agostinho, seu predecessor. Lourenço passou a ser venerado como santo e a sua festa passou a ser celebrada em 3 de fevereiro. O Missal de Stowe, do século IX, comemora sua festa juntamente com Melito e Justo. Uma Vita foi escrita na época da translação de suas relíquias por Goscelino, mas ela é quase toda baseada em informações extraídas da obra de Beda. Além de sua festa, a data da translação, 13 de setembro, também foi celebrada após a sua morte.
O mandato de Lourenço como arcebispo é lembrado principalmente por seu fracasso em conseguir um acordo com a Igreja Celta e pela conversão de Eadbaldo após a morte de Etelberto. Ele foi sucedido por Melito, o antigo bispo de Londres.